# Matias Malmberg
Matias Gunnar Malmberg, né le 31 août 2000 à Frederiksberg, est un coureur cycliste danois. Il participe à des compétitions sur route et sur piste. Il est notamment champion d'Europe de poursuite par équipes en 2021.

## Biographie
Matias Malmberg est le fils de Kim Gunnar Svendsen et de Hanne Malmberg, deux anciens cyclistes qui se sont illustrés sur piste et ont participé aux Jeux olympiques.
En 2016, à l'âge de 16 ans, il devient champion du Danemark de poursuite par équipes chez les élites avec Julius Johansen, Mathias Larsen et Johan Price-Pejtersen. Aux championnats du monde sur piste juniors (moins de 19 ans) de 2018, il remporte le bronze avec Oliver Frederiksen sur la course à l'américaine. En 2019, il devient champion du Danemark dans cette discipline avec Lasse Norman Hansen. 
En 2021, il devient championnat d'Europe d'omnium espoirs à Apeldoorn en août et fait partie du quatuor danois qui devient champion d'Europe de poursuite par équipes à Granges deux mois plus tard.

## Palmarès sur route

### Par année
- 2018
  -  Champion du Danemark du contre-la-montre par équipes juniors[2]
- 2021
  - 1re, 2e et 4e étapes de l'U6 Cycle Tour
- 2022
  -  Champion du Danemark du contre-la-montre par équipes[3]
  - 1re étape du Kreiz Breizh Elites (contre-la-montre par équipes)
  - 3e étape (a) du Flanders Tomorrow Tour (contre-la-montre)
- 2023
  - 2e du Tour d'Estonie
- 2025
  - Colne Grand Prix

### Classements mondiaux
| Année                                 | 2019  | 2020  | 2021 | 2022  | 2023 | 2024  |
| ------------------------------------- | ----- | ----- | ---- | ----- | ---- | ----- |
| Classement mondial                    | 3172e | 1400e | nc   | 1210e | 755e | 2447e |
| UCI Europe Tour                       | 1947e | 1051e | nc   | 847e  | nc   | nc    |
|                                       |       |       |      |       |      |       |
| Légende : nc = non classéSource : UCI |       |       |      |       |      |       |

## Palmarès sur piste

### Championnats du monde juniors
- Aigle 2018
  -  Médaillé de bronze de l'américaine juniors

### Coupe des nations
- 2021
  - 2e de la poursuite par équipes à Hong Kong
  - 3e de l'omnium à Hong Kong

### Championnats d'Europe
| Édition / Épreuve        | Poursuite par équipes                | Omnium |
| Apeldoorn 2021 (espoirs) |                                      | Or     |
| Granges 2021             | Or (avec Bévort, Hansen et Pedersen) | Bronze |

### Championnats nationaux
- 2016
  -  Champion du Danemark de poursuite par équipes (avec Julius Johansen, Mathias Larsen et Johan Price-Pejtersen)
  -  Champion du Danemark de l'omnium juniors
- 2017
  -  Champion du Danemark de poursuite par équipes juniors (avec Julius Johansen, Mathias Larsen et Johan Price-Pejtersen)
- 2018
  -  Champion du Danemark de poursuite par équipes juniors (avec Frederik Wandahl, Ludvig Wacker et Victor Desimpaelaere)
  - 3e du championnat du Danemark de l'omnium
- 2019
  -  Champion du Danemark de l'américaine (avec Lasse Norman Hansen)
  - 2e du championnat du Danemark de l'omnium
- 2020
  -  Champion du Danemark d'omnium
- 2021
  -  Champion du Danemark de l'américaine (avec Rasmus Lund Pedersen)
- 2022
  -  Champion du Danemark de course derrière derny
- 2024
  -  Champion du Danemark du scratch
  -  Champion du Danemark de course aux points
  -  Champion du Danemark de l'élimination
  - 3e du championnat du Danemark de poursuite